# Eisenbahnunfall von Wilsele
Bei dem Eisenbahnunfall von Wilsele entgleiste am 2. Dezember 1954 ein Zug bei Wilsele (heute ein Stadtteil von Löwen), Provinz Brabant, in Belgien. 21 Menschen starben.

## Ausgangslage
Auf der zweigleisigen Strecke stand aufgrund von Bauarbeiten nur ein Gleis zur Verfügung, über das der Verkehr in beide Richtungen abgewickelt werden musste. Verbindungsweichen ermöglichten den Gleiswechsel. Im Bereich der Weichen durfte nur mit verminderter Geschwindigkeit gefahren werden.
Auf der Eisenbahnstrecke war ein Sonderzug unterwegs, der Besucher des Fußballländerspiels England gegen Deutschland, das am Vortag im Wembley-Stadion in London stattgefunden hatte, nach Deutschland zurückbrachte.

## Unfallhergang
Aus ungeklärter Ursache – Lokomotivführer und Heizer der den Zug führenden Dampflokomotive waren ebenfalls unter den Toten – verminderte der Zug seine Geschwindigkeit nicht, als er die Weiche befuhr, die ihn auf das Gleis der Gegenrichtung leitete. Die Lokomotive und drei folgende Wagen entgleisten. Der zweite Wagen wurde dabei zertrümmert. Die Unfallstelle lag 180 Meter vor der Brücke über den Fluss Dijle.